# HK Kurbads
HK Kurbads je klub ledního hokeje z lotyšského hlavního města Rigy. Je účastníkem Latvijas hokeja līga. Sídlem je Kurbads ledus halle, která má kapacitu 1 500 diváků. Klubové barvy jsou tmavě modrá, zlatá a bílá.Jmenovec a hlavní sponzor sdružení je logistická společnost Kurbads. Klub byl založen jako čistě amatérský klub v roce 1996 jako čistě hobby a amatérský sportovní klub pro zaměstnance, partnery a přátele logistické společnosti Kurbads . V následujících letech se klub účastnil výhradně amatérských lig a turnajů. V polovině 2000s dostal klub žádost o postup do lotyšské hokejové ligy, ale vzdal se. Až od roku 2013 se účastní poloprofesionální lotyšské hokejové ligy. Hrál domácí zápasy v hale Vidzemes Ledus Hall v Ogre . V srpnu 2017 byla otevřena hala Kurbads ledus , nové domácí hřiště klubu.

## Historie
Svůj první titul získal ale až v sezóně 2016/2017, o rok později v sezóně 2017/2018 se jim ho podařilo obhájit. V roce 2016 a 2017 se zúčastnili lotyšského poháru, kde podlehli ve finále. HK Kurbads zastupoval Lotyšsko v Kontinentálním poháru v sezóně 2017/2018 a 2018/2019, ani v jednom případě se mu nepovedlo postoupit do závěrečné fáze. Sezóna 2019/20 těsně před ukončením základní části byla ukončena z důvodu covid bez vyhlášení vítěze, i přes protesty vedoucího HK Kurbads. Tým z Lotyšské hokejové ligy odhlásil a do sezóny 2020/21 už nenastoupil.

## Trenéři týmu
- Aigars Razgals (2013)
- Aigars Cipruss (2014)
- Gints Bisenieks (2014-2015)
- Peteris Ostosovs (2015-2016)
- Rodrigo Laviņš (2016-2017)
- Peteris Ostosovs (2017)
- Aleksandrs Macijevskis (2017-2019)
- Andrejs Ignatovičs (2017-2020)

## Tým

### Aktuální soupiska
Soupiska pro sezónu 2019/2020
| Managment - Trenér Andrejs Ignatovisc - Assistent trenéra Nikolajs Grebnovs - Trenér brankářů Arturs Irbe Brankáři - 01 Denijs Romanovskis - 31 Uldis Calpa Obránci - 11 Hardijs Paradnieks - 12 Tom Bluks - 14 Jekabs Redlihs - 22 Martins Gipters - 33 Aleksandrs Galkins - 43 Ricards Birzins - 45 Krisjanis Redlihs Útočníci - 05 Janis Sprukts - 06 Juris Stals - 07 Janis Straupe - 08 Edgars Brancis - 09 Davis Straupe - 15 Janis Purins - 18 Toms Hartmanis - 19 Sandis Zolmandis - 21 Arturs Logunovs - 27 Marcis Zembergs - 47 Martins Cipulis - 51 Koba Jass - 59 Lauris Bajaruns - 92 Kirils Tambijevs - 93 Lauris Rancevs |

## Známí bývalí hráči
- Jēkabs Rēdlihs
- Krišjānis Rēdlihs
- Mārtiņš Cipulis
- Toms Hartmanis
- Jānis Sprukts
- Juris Štāls
- Rodrigo Laviņš
- Aleksandrs Macijevskis
- Aleksejs Širokovs

## Úspěchy
- Latvijas hokeja līga:
  - : 2017, 2018
  - : 2014, 2015, 2016, 2019,